# 威廉·弗雷戴歷·伯爾
威廉·弗雷德里克·伯爾（William Frederick Burr，1966年6月10日—），通称比尔·伯爾（英语：Bill Burr），是美國脫口秀喜劇演員、演員和播客。他創作並出演Netflix動畫情景喜劇《F Is for Family》（2015年至今）。

## 早年
伯爾從愛默生學院通訊系畢業，早年曾在大賣場工作，並曾經表明自己很享受這份工作，他說：「如果我的老闆哪天對我不好，我可以坐上堆高車，直接走人。」

## 作品
在AMC犯罪劇系列《絕命毒師》（2008年至2013年）中飾演帕特里克·庫比，在星球大戰電視劇《曼達洛人》（2019年）中飾演米格斯·梅菲爾德。
自2007年5月以來，他與他人共同創辦一間名為All Things Comedy的網絡，並主持了每週兩次的喜劇播客，名為Monday Morning Podcast。
他的喜劇特輯名叫紙老虎（Paper Tiger），在第63屆格萊美頒獎典禮上曾獲得提名為最佳喜劇專輯。

## 經歷
1992年，伯爾開始從事棟篤笑工作。曾短暫在波士頓當地的電台擔任主持人。比爾以其特色的黑色幽默、一針見血的論點，以及他個人在政治、宗教、心理學及諸多性別議題的觀點而聞名。他的喜劇風格受到喬治·卡林、摩特·薩爾、比爾·希克斯、比爾·寇司比、薩姆·基尼森、帕特里斯·歐尼爾和李察·普瑞爾影響。
自2007年，伯爾開始製作每周一次，約一個小時長的播客Monday Morning Podcast，談論個人有關生活、時事、巡迴表演、運動賽事等看法，及回答聽眾發送的問題，有時也會和妻子或其他來賓共同錄製。2019年10月起，伯爾和另一位喜劇演員Bert Kreischer共同主持節目Bill Bert Podcast。
2013年，伯爾與女演員尼亞·芮妮·希爾結婚，並在2017年6月20日生下了他們的女兒蘿拉·伯爾（Lola Burr），在2020年6月亦有一子出生，一家現居加州洛杉磯希爾街。